# Nannochorista
Nannochorista is een geslacht van schorpioenvliegen (Mecoptera) uit de familie Nannochoristidae. 

## Soorten
Nannochorista omvat de volgende soorten:
- Nannochorista andina Byers, 1989
- Nannochorista dipteroides Tillyard , 1917
- Nannochorista edwardsi Kimmins, 1929
- Nannochorista holostigma Tillyard, 1917
- Nannochorista maculipennis Tillyard, 1917
- Nannochorista neotropica Navás, 1928